# Quinteto da OTAN
O Quinteto da OTAN é um grupo informal nas tomadas de decisão, consistindo dos Estados Unidos e os Quatro Grandes da Europa Ocidental (Alemanha, França, Itália e Reino Unido). Ele opera como um diretório de várias entidades como a OTAN, o G7 e o G20
Os Estados Unidos, o Reino Unido e a França são estados com armas nucleares, enquanto que  Alemanha e a Itália são países que possuem armas nucleares compartilhadas provenientes dos EUA.

## História
A ideia de um eixo trilateral na política externa foi proposta pelo Presidente Francês Charles de Gaulle para as suas contrapartes britanica e americana (Plano Fouchet). No entanto, o plano nunca foi implementado. Encontros entre os ministros estrangeiros desses três países e da Alemanha Ocidental ficaram conhecidos como os "encontros do Quarteto" por volta de 1980. Eles eram principalmente simbólicos e levavam a nenhuma decisão. O quinteto na sua forma atual parece ter começado com o Grupo de Contato, excluindo a Rússia. Atualmente, os líderes do Quinteto discutem todos os principais tópicos internacionais participando em vídeo conferências uma vez a cada duas semanas, ou se encontrando em vários fóruns tais como a OTAN, Organização para a Segurança e Cooperação na Europa, o G20, e a Nações Unidas. O Quinteto também se encontra em nível ministerial e usando experts.
 os países do Quinteto junto da Rússia e a China participam juntos em discussões globais, como no caso do Processo de Paz na Síria, fazem declarações conjuntas e encontros como no caso do Líbano.

## Países
| País           | Capital          | Área (km²) | PIB  | Membresia | Membresia | Membresia | Membresia | Orçamento militar | Estado                         | Legislatura |
| País           | Capital          | Área (km²) | PIB  | G20       | CSNU      | OTAN      | TNP       | Orçamento militar | Estado                         | Legislatura |
| -------------- | ---------------- | ---------- | ---- | --------- | --------- | --------- | --------- | ----------------- | ------------------------------ | ----------- |
| Alemanha       | Berlim           | 357 581    | 4.5  | Sim       | Não       | Sim       | OTAN      | 66.8              | República parlamentarista      | Bundestag   |
| Estados Unidos | Washington, D.C. | 9 525 067  | 28.7 | Sim       | P5        | Sim       | EAN       | 916.0             | República presidencialista     | Congresso   |
| França         | Paris            | 643 801    | 3.1  | Sim       | P5        | Sim       | EAN       | 61.3              | República semipresidencialista | Parlamento  |
| Itália         | Roma             | 302 068    | 2.3  | Sim       | Não       | Sim       | OTAN      | 35.5              | República parlamentarista      | Parlamento  |
| Reino Unido    | Londres          | 244 376    | 3.4  | Sim       | P5        | Sim       | EAN       | 74.9              | Monarquia parlamentarista      | Parlamento  |

## Lideranças atuais
| País           | Chefe de governo  | Chefe de governo | Chefe de governo        | Data de posse                                     | Partido político | Nota(s) |
| -------------- | ----------------- | ---------------- | ----------------------- | ------------------------------------------------- | ---------------- | ------- |
| Alemanha       | Chanceler         | Olaf Scholz      | Olaf Scholz (1958–)     | 8 de dezembro de 2021 (3 anos, 3 meses e 8 dias)  | Social-Democrata |         |
| Estados Unidos | Presidente        | Joe Biden        | Joe Biden (1942–)       | 20 de janeiro de 2021 (4 anos, 1 mês e 24 dias)   | Democrata        |         |
| França         | Presidente        | Emmanuel Macron  | Emmanuel Macron (1977–) | 14 de maio de 2017 (7 anos, 10 meses e 2 dias)    | Renascimento     |         |
| Itália         | Primeira-ministra | Giorgia Meloni   | Giorgia Meloni (1977–)  | 22 de outubro de 2022 (2 anos, 4 meses e 22 dias) | Irmãos de Itália |         |
| Reino Unido    | Primeiro-ministro | Rishi Sunak      | Rishi Sunak (1980–)     | 25 de outubro de 2022 (2 anos, 4 meses e 19 dias) | Conservador      |         |